# Baía da Fonte
A baía da Fonte é uma baía portuguesa localizada no povoado da Ponta da Ilha, freguesia da Piedade, concelho das Lajes do Pico, ilha do Pico, Açores.
Esta baía localiza-se na Ponta da Ilha entre a baía da Caravela e a baía do Céu de Abraão, junto ao promontório da ponta da Ilha cuja origem se deve à elevação do mesmo nome, frente ao povoado de Nossa das Mercês. Nas suas proximidades encontra-se o Farol da Ponta da Ilha.